# Flagge Pennsylvanias

- Flagge von Pennsylvania; 27:37

Gouverneursflagge

Die Flagge des US-Bundesstaats Pennsylvania wurde am 13. Juni 1907 eingeführt.
Das blaue Tuch der Flagge geht auf militärische Flaggen zurück. In der Mitte befindet sich das Staatssiegel aus dem Jahr 1893, das in Teilen dem Siegel Philadelphias von 1701 entstammt.

Siegel Pennsylvanias

Das Siegel enthält im obersten Drittel ein Schiff unter vollen Segeln, in der Mitte einen Pflug und im unteren Drittel drei Weizenbündel. Diese Symbole repräsentieren die Bedeutung von Handel, Arbeit, Ausdauer und Landwirtschaft für den Staat. 
Der Weißkopfseeadler, das Wappentier der USA, symbolisiert die Souveränität des Staates. Schildhalter sind zwei Pferde.
Auf einem roten Schriftband steht das Motto des Bundesstaats:
„Virtue, Liberty and Independence“ (Tugend, Freiheit und Unabhängigkeit)